# Nawschirwan Mustafa

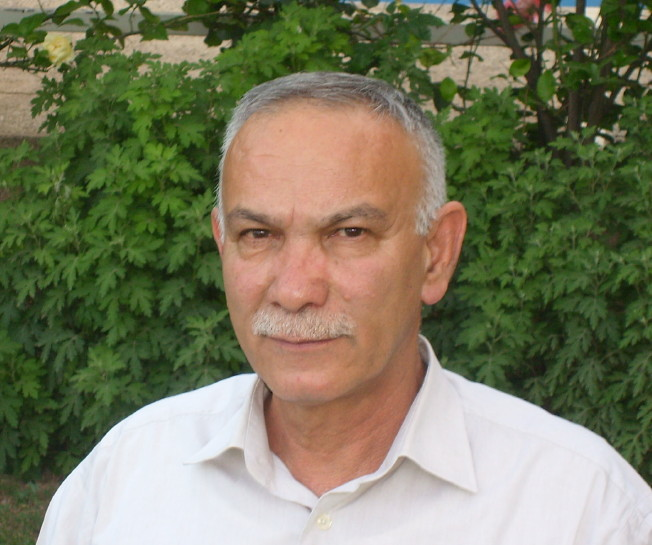
Nawschirwan Mustafa

Nawschirwan Mustafa Amin (kurdisch نەوشیروان مستەفا Newşîrwan Mistefa Emîn; * 22. Dezember 1944 in Sulaimaniyya; † 19. Mai 2017 ebenda) war ein kurdischer Politiker und Schriftsteller. Er war Mitbegründer der Patriotische Union Kurdistans (PUK) und bis Dezember 2006 deren Vizegeneralsekretär und Mitglied des Parteivorstandes. 2009 gründete er die Partei Gorran und war vom 25. Juli 2009 bis zu seinem Tode im Jahre 2017 deren Parteivorsitzender.

## Leben

### Erste politische Aktivitäten
Nach seinem Schulabschluss studierte Mustafa Politikwissenschaften in Bagdad. Bereits 1961 trat er der Demokratischen Partei Kurdistans, kurz KDP, bei. 1969 kehrte er nach Sulaimaniyya zurück und arbeitete für die wöchentlichen Zeitung "Rizgary" (dt.: Befreiung bzw. Erlösung), die von einer KDP-Gruppe um Dschalal Talabani und Ibrahim Ahmed herausgegeben wurde. Aus Enttäuschung über die KDP trat er aus dieser aus und gründete 1970 zusammen mit anderen Aktivisten im politischen Untergrund die nationalistische Partei Komala (nicht zu verwechseln mit der Komalah im Iran). Wegen seiner politischen Aktivitäten wurde er 1970 von einem Bagdader Revolutionsgericht zum Tode verurteilt. Er verbrachte mehrere Jahre im Exil in Wien, wo er u. a. Internationales Recht studierte.

### Mitbegründer der PUK (1975–2006)
Während der letzten Wochen seines Studiums in Wien, im Frühjahr 1975, brach die Rebellion Mustafa Barzanis gegen Bagdad zusammen. Zeitgleich trat Mustafa in Kontakt mit Dschalal Talabani und anderen kurdischen Aktivisten um eine neue Partei zu gründen. Am 1. Juni 1975 wurde die Patriotische Union Kurdistans (PUK) gegründet, deren Generalsekretär Talabani und dessen Vize Mustafa wurden. Die PUK wurde aus der Komala und der Gruppe Talabanis, den Schoresch Garan, geschaffen. Talabani und Mustafa drängten in der neuen Partei den marxistischen Einfluss zugunsten des «Kurdayetî»-Konzepts zurück. Man einigte sich darauf, dass Talabani im Ausland für Unterstützung für die PUK warb und dass Mustafa im Irak die PUK organisierte.
Mustafa organisierte den Widerstand der Kurden in den bewaffneten Erhebungen gegen das Baath-Regime in den Jahren 1976 und 1991. 1991 führte er unter anderem den Kampf zur Befreiung Kirkuks an und prägte den Begriff des Raparin als Wort für den kurdischen Aufstand nach dem zweiten Golfkrieg 1991.
Nach dem Aufstand von 1991 trat Mustafa aufgrund von Differenzen mit der PUK-Führung von seinen Parteiposten zurück und zog für kurze Zeit ins Exil nach London.
2005 und 2006 plante er Reformen für das Wahlsystem innerhalb der PUK. Sein Ziel war die Förderung der innerparteilichen Demokratie, das Zurückdrängen der Vetternwirtschaft bzw. des Postengeschachers innerhalb der Partei und die Förderung der politischen Mitarbeit der kurdischen Jugend. Er konnte jedoch seine Reformen aufgrund des Widerstandes in der Partei, insbesondere gegen Dschalal Talabani, nicht durchsetzen. Als Folge trat Mustafa am 5. Dezember 2006 endgültig von seinem Amt zurück und aus der Partei aus.

### Gründer der Gorran-Partei (2009–2017)
Er versuchte seinen Kampf gegen Korruption und Vetternwirtschaft unabhängig weiterzuführen. Bei der Wahl zum kurdischen Regionalparlament im Juli 2009 trat er mit der liberal-sozialdemokratisch orientierten Partei Rewtî Gorran – Bewegung für Wandel an. Seitdem war er Parteivorsitzender dieser Partei. Mit dem Slogan „Wechsel“ konnte er 25 von 111 Sitzen im kurdischen Parlament erringen. Bei der Wahl zum Regionalparlament im Jahre 2013 gewann seine Partei 24 Mandate. Die Gorran konnte der PUK viele Stimmanteile abnehmen.
Bis zu seinem Tod im Mai 2017 lebte Mustafa als Politiker und Schriftsteller in Sulaimaniyya. Er plante auch, in Sulaimaniyya ein unabhängiges Mediencenter zu gründen.

## Privates
Mustafa war seit 1981 verheiratet und hatte drei Kinder. Am 19. Mai 2017 starb er an den Folgen von Lungenkrebs in seiner Heimatstadt Sulaimaniyya. Neben seinen politischen Aufgaben und Pflichten schrieb Mustafa noch mehrere Bücher, insbesondere über die Geschichte der kurdischen Presse. Außerdem beherrschte er neben seiner Muttersprache noch folgende Sprachen: Arabisch, Englisch, Persisch und Deutsch.

## Werke
- Kurds and Ejams: A political history of Iranian Kurds (dt.: Kurden und Acems (arabische Bezeichnung für Perser): Eine politische Geschichte der iranischen Kurden), erschienen 1992
- From the Danaube shore to the Nawzang valley: Political events in Iraqi Kurdistan from 1975–1978 (dt.: Vom Ufer der Donau zum Nawzang Tal: Politische Ereignisse in Irakisch Kurdistan von 1975 bis 1978), erschienen 1997
- The fingers which break each other: Political events in Iraqi Kurdistan 1978–1983 (dt.: Die Finger, die sich gegenseitig brechen: Politische Ereignisse in Irakisch Kurdistan von 1978 bis 1983), erschienen 1997
- Going around in circles: The inside story of events in Iraqi Kurdistan 1984–1988 (dt.: Sich im Kreis bewegen: Die Hintergrundgeschichte der politischen Ereignisse in Irakisch Kurdistan von 1984 bis 1988), erschienen 1998, ISBN 3-9806140-3-4
- The Government of Kurdistan (dt.: Die Regierung Kurdistans), erschienen 1993, ISBN 90-900635-6-0
- The emirate of Baban between the grinding stones of the Persians and Turks(dt.: Das Emirat Baban zwischen den Mahlsteinen der Perser und Türken), erschienen 1998
- Xulanewe le naw bazneda: dîwî nawewey rudawekanî Kurdistanî ʻIrāq, 1984–1988, erschienen 1999
- Kurdistanî ʻÊraq: serdemî qełem u muraceʻat, 1928–1931, erschienen 2000
- Kêşey Partî w Yekêtî, erschienen 1995
- Çend laper̄eyek le mêjuy rojnamewanîy Kurdî, 1938–1958: rojnamewanîy nihênî, erschienen 2004